# L'Île-Saint-Denis
L'Île-Saint-Denis è un comune francese di 7 061 abitanti situato nel dipartimento della Senna-Saint-Denis nella regione dell'Île-de-France.
A causa delle sue dimensioni è uno dei più piccoli comuni della Seine-Saint-Denis.
I suoi abitanti sono chiamati Ilo-Dionysiens o Ilodionysiens.

## Geografia fisica

Posizione del comune nella regione

L'Île-Saint-Denis è un comune il cui territorio è un'isola nella Senna, l'isola Saint-Denis, da cui il nome. Questo è uno dei sette comuni nella Francia metropolitana situati su un'isoletta fluviale. 
Si trova a circa dieci chilometri a nord di Parigi.

### Luoghi notevoli

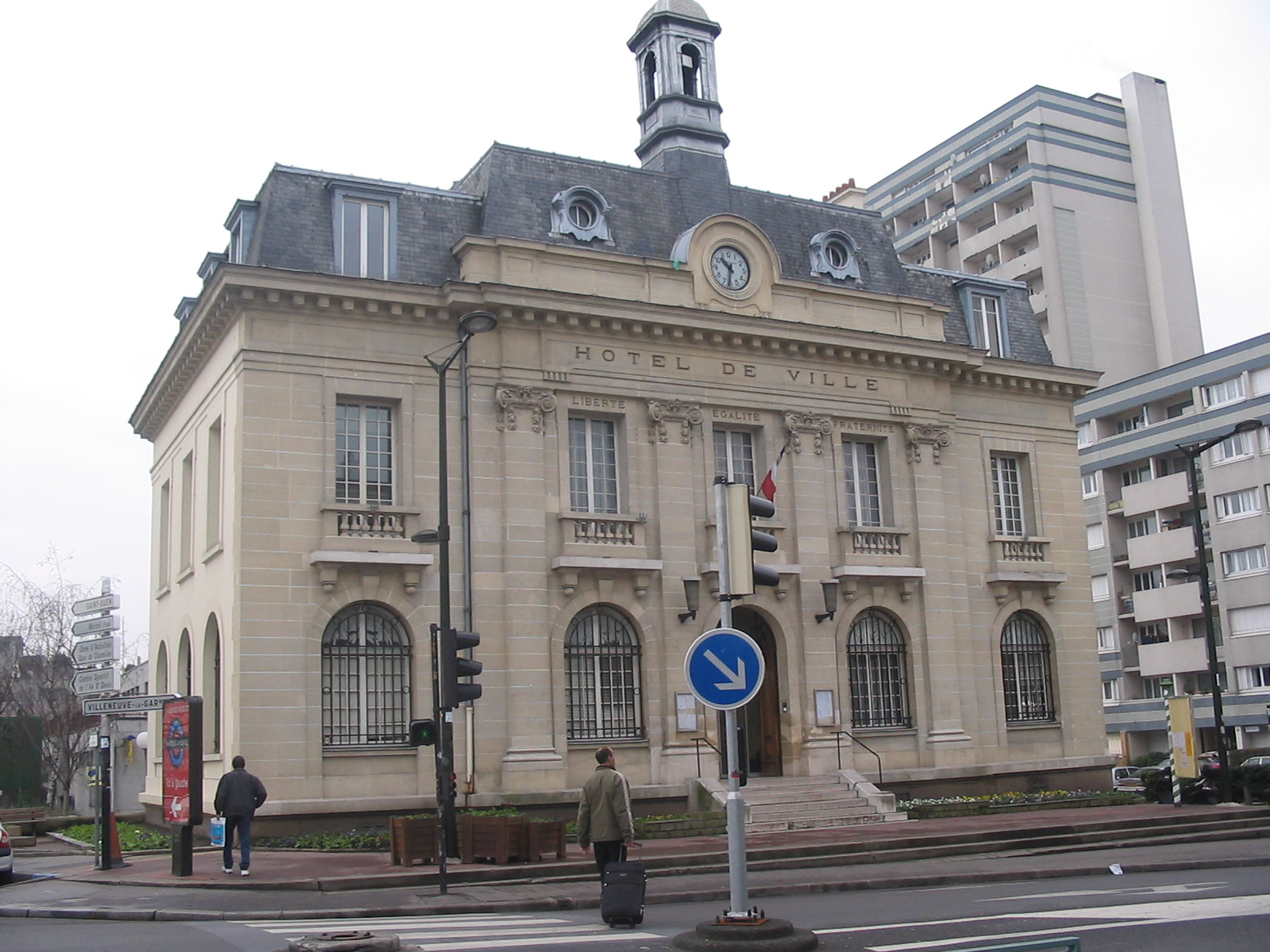
Municipio di L'Île-Saint-Denis

- Il parco dipartimentale dell'isola Saint-Denis, che è uno dei siti protetti da Natura 2000 in Seine-Saint-Denis; il parco ha la distinzione di occupare tutta la larghezza dell'isola e lascia il posto solo una strada che collega il ponte di Île-Saint-Denis a quello di Epinay: questo percorso è chiamato il Navy Pier.
- La chiesa di Saint-Pierre, del 1884, costruita sul sito di una chiesa del XVII secolo.
- Il ponte dell'Île-Saint-Denis, costruito nel 1905 dall'ingegnere Caldagues, con gli archi decorati da Jules Formigé e le sculture di Florian Kulikowski.
- I dipinti dalla sala matrimoni del Municipio ad opera del pittore Alphonse Osbert nel 1921.

## Economia

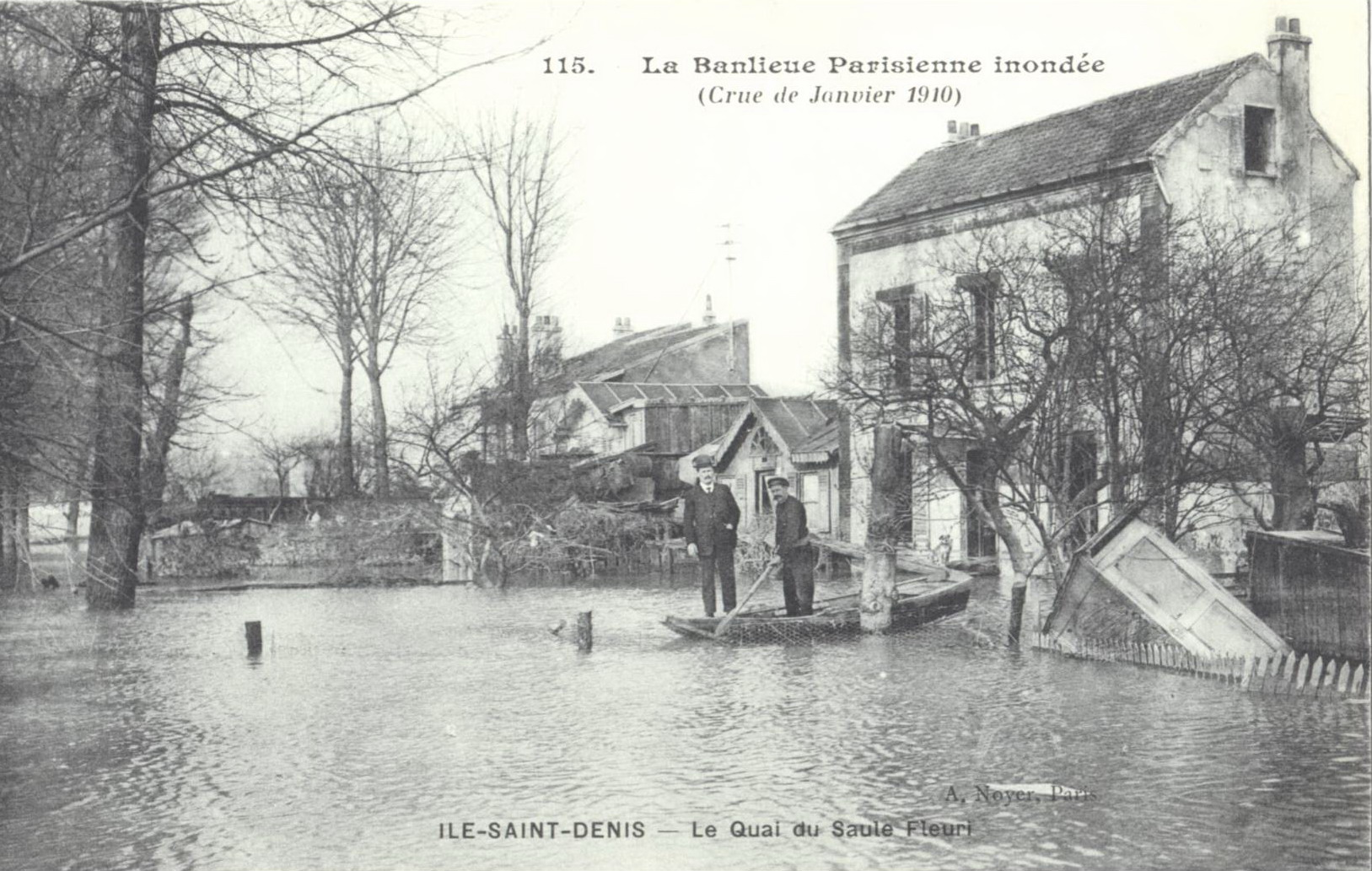
Inondazione dell'isola nel gennaio del 1910

L'attività economica nella città, una volta ampiamente legata alla Senna (porto, stoccaggio, pesca, lavanderia...) è ormai retrocessa. Vi sono alcune attività industriali ma sono di piccole dimensioni.
L'Île-Saint-Denis tende ad essere largamente una città dormitorio.

## Società

### Evoluzione demografica
Abitanti censiti